# BBC Entertainment
BBC Entertainment war ein englischsprachiger Fernsehsender der BBC für die ganze Familie.
BBC Entertainment sendete aus London für alle im Ausland lebenden Zuschauer ein 24-Stunden-Vollprogramm mit britischer Unterhaltung, Sprach- und Bildungsangeboten sowie aktuellen TV-Hits und Klassikern. Gesendet wurden überwiegend Serien; Shows und Dokumentationen aus den Archiven der BBC, von Channel 4 und anderen britischen Sendern, darunter auch viele regionale Produktionen.
Sendestart war im Oktober 2006, als BBC Entertainment erstmals BBC Prime in Asien ersetzte.
BBC Entertainment wurde digital über Satellit ausgestrahlt und war im Kabel im Rahmen der Programmbouquets von KabelKiosk, Vodafone Kabel Deutschland, AonTV, wilhelm.tel und UPC Austria zu empfangen.
In folgenden deutschen Kabelnetzen wurde die Ausstrahlung seit 2013 eingestellt: Kabel Baden-Württemberg und Unitymedia.
BBC Studios kündigte im Januar 2024 an, den Betrieb zum 31. März 2024 einzustellen.